# Acciaiuoli

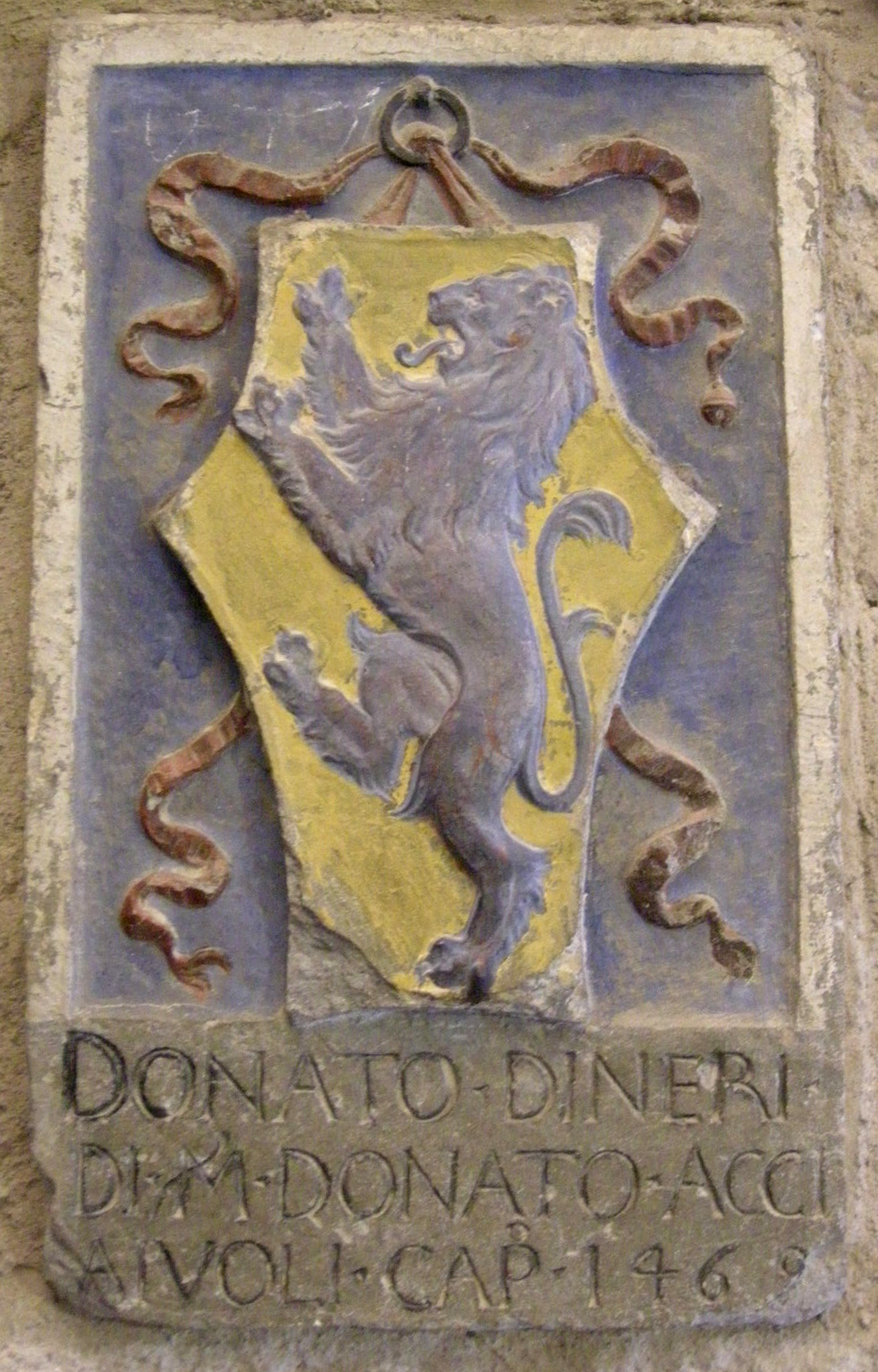
Lo stemma di famiglia, d'argento al leone d'azzurro

La famiglia Acciaioli (anche Acciaiuoli, Acciajuoli, Accioli , Acioli, Aciole o Accioly) è una delle più famose famiglie nobili di Firenze. Un ramo della famiglia ebbe numerosi feudi e fu molto influente nel Regno di Napoli ed alcuni esponenti divennero anche sovrani del Ducato di Atene.

## Storia

### Origini
Originari di Brescia, il patriarca Gugliarello era un guelfo in fuga per sfuggire alle faide politiche, che si trasferì verso il 1160 a Firenze, dove si iscrisse all'Arte del Cambio. Probabilmente commerciava in acciaio e per questo avrebbe avuto il soprannome di Acciaiolo, da cui il cognome della famiglia. A causa della loro appartenenza al partito Guelfo dovettero nuovamente andare in esilio, questa volta a Lucca.

### Ascesa
Nel 1284 fondarono una compagnia commerciale a Cremona; qualche anno dopo Leone Acciajuoli rientrò a Firenze, dove la compagnia divenne molto ricca e potente e fu alla base della fortuna di famiglia. Come le compagnie consorelle dei Bardi e dei Peruzzi ebbe sedi in tutta Europa e prestò denaro a importanti figure dell'epoca.
Divennero infatti nel corso del XIV secolo banchieri degli Angioini del Regno di Napoli, del Pontefice, dell'Ordine dei Gerosolimitani ecc. Nel 1345 la sconfitta nella guerra contro Lucca, finanziata anche dal loro banco, portò le sorti familiari sull'orlo del fallimento. La compagnia dovette quindi essere liquidata con gravi strascichi economici e politici.

### Ramo di Napoli
Un ramo della famiglia si stabilì sin dal Trecento a Napoli, dove, grazie ai legami con la casata regnante, assurse a grande potenza e ricchezza, per esempio Niccolò Acciaiuoli divenne Gran Siniscalco del Regno di Napoli.

### Duca di Atene
Nel 1388 il ramo della famiglia di Neri I Acciaiuoli comprò il titolo nobiliare relativo al Ducato di Atene, che mantenne per circa un secolo, fino a Francesco II Acciaiuoli, che perse il ducato per la conquista del sultano Mehmet II.

### Ramo di Firenze
A Firenze membri della famiglia ricoprirono le più alte cariche politiche, con priori, Gonfalonieri di Giustizia e consoli delle Arti, mentre numerose e importanti furono anche le cariche religiose.
Si associarono agli Albizi e poi ai Medici, con il matrimonio fra Laudomia Acciaioli e Pierfrancesco de' Medici, nella linea dei popolani dalla quale discesero Cosimo I e i Granduchi.
L'ultimo rappresentante della famiglia fu Nicola Acciaiuoli, figlio di Giacinto Emmanuele e di Marianna di Antonfrancesco Acciaiuoli, che morì a Venezia il 27 gennaio 1834.

### Ramo portoghese e brasiliano
Da un Simone Acciaioli (figlio di Zanobi Acciaioli e di Ginevra Amadori, nipote di Benedetto Acciaioli e di Nanna d'Ormannozzo Deti, della linea di Michele Acciaioli e Lisa di Paolo di Cino de' Nobili), emigrato prima del 1512 a Madera per rappresentare gli interessi commerciali della famiglia, è derivata la nutrita genealogia del ramo portoghese e brasiliano degli Acciaiuoli, ancora oggi esistente. Simone fissò la sua residenza a Funchal, e quivi sposò Donna Maria Pimentel. "Essendosi applicato, al pari di altri suoi connazionali, alla coltivazione della cannamele introdotta nell'isola dalla Sicilia per cura dell'Infante D. Enrico ed alla industria connessa della estrazione dello zucchero, egli raggiunse una fortuna talmente considerevole, che la sua casa situata nella Rua dos Mercadores primeggiava per magnificenza e sontuosità.

## Albero genealogico
|                                |                                | | |                                                      |                                                      | | |                                       |                                       | | |                                     |                                     |                                       |                                                            |                                                               |                                                               |                                                        |                                                        |                                                          |                                                          |                                                                |                                                                               |                                                                               |                              |                 |                 |
|                                |                                | | |                                                      |                                                      | | |                                       |                                       | | | Gugliarello XII sec.                |                                     |                                       |                                                            |                                                               |                                                               |                                                        |                                                        |                                                          |                                                          |                                                                |                                                                               |                                                                               |                              |                 |                 |
|                                |                                | | |                                                      |                                                      | | |                                       |                                       | | |                                     |                                     |                                       |                                                            |                                                               |                                                               |                                                        |                                                        |                                                          |                                                          |                                                                |                                                                               |                                                                               |                              |                 |                 |
|                                |                                | | |                                                      |                                                      | | |                                       |                                       | | |                                     |                                     |                                       |                                                            |                                                               |                                                               |                                                        |                                                        |                                                          |                                                          |                                                                |                                                                               |                                                                               |                              |                 |                 |
|                                |                                | | |                                                      |                                                      | | |                                       |                                       | | | ? ?-?                               |                                     |                                       |                                                            |                                                               |                                                               |                                                        |                                                        |                                                          |                                                          |                                                                |                                                                               |                                                                               |                              |                 |                 |
|                                |                                | | |                                                      |                                                      | | |                                       |                                       | | |                                     |                                     |                                       |                                                            |                                                               |                                                               |                                                        |                                                        |                                                          |                                                          |                                                                |                                                                               |                                                                               |                              |                 |                 |
|                                |                                | | |                                                      |                                                      | | |                                       |                                       | | |                                     |                                     |                                       |                                                            |                                                               |                                                               |                                                        |                                                        |                                                          |                                                          |                                                                |                                                                               |                                                                               |                              |                 |                 |
|                                |                                | | |                                                      |                                                      | | |                                       |                                       | | Leone ?-? | Leone ?-?                           | Guidalotto †1300 Ghisella           | Guidalotto †1300 Ghisella             |                                                            |                                                               |                                                               |                                                        |                                                        |                                                          |                                                          |                                                                |                                                                               |                                                                               |                              |                 |                 |
|                                |                                | | |                                                      |                                                      | | |                                       |                                       | | |                                     |                                     |                                       |                                                            |                                                               |                                                               |                                                        |                                                        |                                                          |                                                          |                                                                |                                                                               |                                                                               |                              |                 |                 |
|                                |                                | | |                                                      |                                                      | | |                                       |                                       | | |                                     |                                     |                                       |                                                            |                                                               |                                                               |                                                        |                                                        |                                                          |                                                          |                                                                |                                                                               |                                                                               |                              |                 |                 |
|                                |                                | Niccolò il vecchio ?-? Piera Manzuoli | Niccolò il vecchio ?-? Piera Manzuoli |                                                      |                                                      | | |                                       |                                       | | |                                     |                                     |                                       |                                                            |                                                               |                                                               |                                                        | Tommaso detto Mannino ?-? ? degli Albizzi              | Tommaso detto Mannino ?-? ? degli Albizzi                |                                                          |                                                                |                                                                               | Monte ?-?                                                                     | Monte ?-?                    |                 |                 |
|                                |                                | | |                                                      |                                                      | | |                                       |                                       | | |                                     |                                     |                                       |                                                            |                                                               |                                                               |                                                        |                                                        |                                                          |                                                          |                                                                |                                                                               |                                                                               |                              |                 |                 |
|                                |                                | | |                                                      |                                                      | | |                                       |                                       | | |                                     |                                     |                                       |                                                            |                                                               |                                                               |                                                        |                                                        |                                                          |                                                          |                                                                |                                                                               |                                                                               |                              |                 |                 |
|                                |                                | naturale Acciaiolo †1349 Guglielmina dei Pazzi banchiere e un uomo politico                                                               | naturale Acciaiolo †1349 Guglielmina dei Pazzi banchiere e un uomo politico                                                               |                                                      |                                                      | | |                                       |                                       | | |                                     |                                     |                                       |                                                            |                                                               |                                                               | Donato il vecchio †1332 Taggia Biliotti                | Donato il vecchio †1332 Taggia Biliotti                | Filippo ?-?                                              | Filippo ?-?                                              | Angelo seniore *1298 †1357 Vescovo di Firenze dal 1342 al 1355 | Angelo seniore *1298 †1357 Vescovo di Firenze dal 1342 al 1355                | Martinaccio ?-? Margherita ?                                                  | Martinaccio ?-? Margherita ? | Francesco †1355 | Francesco †1355 |
|                                |                                | | |                                                      |                                                      | | |                                       |                                       | | |                                     |                                     |                                       |                                                            |                                                               |                                                               |                                                        |                                                        |                                                          |                                                          |                                                                |                                                                               |                                                                               |                              |                 |                 |
|                                |                                | | |                                                      |                                                      | | |                                       |                                       | | |                                     |                                     |                                       |                                                            |                                                               |                                                               |                                                        |                                                        |                                                          |                                                          |                                                                |                                                                               |                                                                               |                              |                 |                 |
|                                |                                | CONTI DI MELFI E GERACE Niccolò I conte di Melfi, I conte di Gerace *1310 †1365 Margherita degli Spini fondatore della Certosa di Firenze | CONTI DI MELFI E GERACE Niccolò I conte di Melfi, I conte di Gerace *1310 †1365 Margherita degli Spini fondatore della Certosa di Firenze |                                                      |                                                      | | |                                       |                                       | | |                                     |                                     | Jacopo †1356 Bartolomea Ricasoli      | Jacopo †1356 Bartolomea Ricasoli                           |                                                               | Giovanni †1363 Arcivescovo di Patrasso                        | Giovanni †1363 Arcivescovo di Patrasso                 |                                                        |                                                          | Neri I I duca d'Atene †1394 Agnese Saraceni              | Neri I I duca d'Atene †1394 Agnese Saraceni                    | Angelo juniore *1348 †1408 Vescovo di Firenze dal 1383 al 1387, poi Cardinale | Angelo juniore *1348 †1408 Vescovo di Firenze dal 1383 al 1387, poi Cardinale |                              |                 |                 |
|                                |                                | | |                                                      |                                                      | | |                                       |                                       | | |                                     |                                     |                                       |                                                            |                                                               |                                                               |                                                        |                                                        |                                                          |                                                          |                                                                |                                                                               |                                                                               |                              |                 |                 |
|                                |                                | | |                                                      |                                                      | | |                                       |                                       | | |                                     |                                     |                                       |                                                            |                                                               |                                                               |                                                        |                                                        |                                                          |                                                          |                                                                |                                                                               |                                                                               |                              |                 |                 |
| Lorenzino † 1353 ? Sanseverino | Lorenzino † 1353 ? Sanseverino | Angelo II conte di Melfi, II conte di Gerace †1380 ? Grimaldi                                                                             | Angelo II conte di Melfi, II conte di Gerace †1380 ? Grimaldi                                                                             | Benedetto I conte di Ascoli † 1415 Roberta de Sabran | Benedetto I conte di Ascoli † 1415 Roberta de Sabran | | |                                       |                                       | BARONI DI CASSANO Donato il giovane I barone di Cassano †1405 1. Onesta Strozzi 2. Tecca Giacomini Tebalducci | BARONI DI CASSANO Donato il giovane I barone di Cassano †1405 1. Onesta Strozzi 2. Tecca Giacomini Tebalducci |                                     |                                     |                                       |                                                            |                                                               |                                                               |                                                        | Francesco ?-? Margherita Ghini                         | Francesco ?-? Margherita Ghini                           | figl. nat. Antonio II duca d'Atene †1435 Maria Melissene | figl. nat. Antonio II duca d'Atene †1435 Maria Melissene       |                                                                               |                                                                               |                              |                 |                 |
|                                |                                | | |                                                      |                                                      | | |                                       |                                       | | |                                     |                                     |                                       |                                                            |                                                               |                                                               |                                                        |                                                        |                                                          |                                                          |                                                                |                                                                               |                                                                               |                              |                 |                 |
|                                |                                | | |                                                      |                                                      | | |                                       |                                       | | |                                     |                                     |                                       |                                                            |                                                               |                                                               |                                                        |                                                        |                                                          |                                                          |                                                                |                                                                               |                                                                               |                              |                 |                 |
|                                |                                | Roberto III conte di Melfi, III conte di Gerace †1380 ecclesiastico                                                                       | Roberto III conte di Melfi, III conte di Gerace †1380 ecclesiastico                                                                       | figl. nat. Carlo II conte di Ascoli ?-?              | figl. nat. Carlo II conte di Ascoli ?-?              | Jacopo II barone di Cassano ?-? Costanza de' Bardi                                                    | Jacopo II barone di Cassano ?-? Costanza de' Bardi                                                    | Laudomia ?-? Pierfrancesco il Vecchio | Laudomia ?-? Pierfrancesco il Vecchio | Antonio †1448 Vescovo di Cefalonia                                                                            | Antonio †1448 Vescovo di Cefalonia                                                                            | Giovanni †1450 Vescovo di Cefalonia | Giovanni †1450 Vescovo di Cefalonia | Neri *1401 †1429 Lena Strozzi         | Neri *1401 †1429 Lena Strozzi                              |                                                               |                                                               | Neri II duca d'Atene *1409 †1451 Chiara Zorzi          | Neri II duca d'Atene *1409 †1451 Chiara Zorzi          | Antonio II duca d'Atene ?-? Maria Zorzi                  | Antonio II duca d'Atene ?-? Maria Zorzi                  |                                                                |                                                                               |                                                                               |                              |                 |                 |
|                                |                                | | |                                                      |                                                      | | |                                       |                                       | | |                                     |                                     |                                       |                                                            |                                                               |                                                               |                                                        |                                                        |                                                          |                                                          |                                                                |                                                                               |                                                                               |                              |                 |                 |
|                                |                                | | |                                                      |                                                      | | |                                       |                                       | | |                                     |                                     |                                       |                                                            |                                                               |                                                               |                                                        |                                                        |                                                          |                                                          |                                                                |                                                                               |                                                                               |                              |                 |                 |
|                                |                                | Linea estinta | Linea estinta |                                                      |                                                      | Angelo III barone di Cassano † d. 1467 Saracina Giacomini Tebalducci                                  | Angelo III barone di Cassano † d. 1467 Saracina Giacomini Tebalducci                                  |                                       |                                       | | |                                     | Pietro *1426 †1460 Leonarda Neroni  | Pietro *1426 †1460 Leonarda Neroni    |                                                            | Donato *1429 †1478 umanista                                   | Donato *1429 †1478 umanista                                   | Francesco I duca d'Atene *1440 †1456                   | Francesco I duca d'Atene *1440 †1456                   | Francesco II duca d'Atene *1430 †1460 ? Asanina          | Francesco II duca d'Atene *1430 †1460 ? Asanina          |                                                                |                                                                               |                                                                               |                              |                 |                 |
|                                |                                | | |                                                      |                                                      | | |                                       |                                       | | |                                     |                                     |                                       |                                                            |                                                               |                                                               |                                                        |                                                        |                                                          |                                                          |                                                                |                                                                               |                                                                               |                              |                 |                 |
|                                |                                | | |                                                      |                                                      | | |                                       |                                       | | |                                     |                                     |                                       |                                                            |                                                               |                                                               |                                                        |                                                        |                                                          |                                                          |                                                                |                                                                               |                                                                               |                              |                 |                 |
|                                |                                | | |                                                      |                                                      | Raffaele ?-? Alessandra de' Bardi                                                                     | Raffaele ?-? Alessandra de' Bardi                                                                     |                                       |                                       | | | Giovanni †1527                      | Giovanni †1527                      | Neri *1454 †1500 Sandra Martelli      | Neri *1454 †1500 Sandra Martelli                           | Roberto *1467 †1547 Senatore                                  | Roberto *1467 †1547 Senatore                                  | Matteo morto prigioniero a Costantinopoli dopo il 1460 | Matteo morto prigioniero a Costantinopoli dopo il 1460 | Gabriele morto prigioniero a Costantinopoli dopo il 1460 | Gabriele morto prigioniero a Costantinopoli dopo il 1460 | Iacopo morto prigioniero a Costantinopoli dopo il 1460         | Iacopo morto prigioniero a Costantinopoli dopo il 1460                        |                                                                               |                              |                 |                 |
|                                |                                | | |                                                      |                                                      | | |                                       |                                       | | |                                     |                                     |                                       |                                                            |                                                               |                                                               |                                                        |                                                        |                                                          |                                                          |                                                                |                                                                               |                                                                               |                              |                 |                 |
|                                |                                | | |                                                      |                                                      | | |                                       |                                       | | |                                     |                                     |                                       |                                                            |                                                               |                                                               |                                                        |                                                        |                                                          |                                                          |                                                                |                                                                               |                                                                               |                              |                 |                 |
|                                |                                | | |                                                      |                                                      | Zanobi *1461 †1519 frate domenicano e letterato, custode della Biblioteca Vaticana sotto Papa Leone X | Zanobi *1461 †1519 frate domenicano e letterato, custode della Biblioteca Vaticana sotto Papa Leone X |                                       |                                       | | |                                     | ·                                   | ·                                     |                                                            | ·                                                             | ·                                                             |                                                        |                                                        |                                                          |                                                          |                                                                |                                                                               |                                                                               |                              |                 |                 |
|                                |                                | | |                                                      |                                                      | | |                                       |                                       | | |                                     |                                     |                                       |                                                            |                                                               |                                                               |                                                        |                                                        |                                                          |                                                          |                                                                |                                                                               |                                                                               |                              |                 |                 |
|                                |                                | | |                                                      |                                                      | | |                                       |                                       | | |                                     |                                     |                                       |                                                            |                                                               |                                                               |                                                        |                                                        |                                                          |                                                          |                                                                |                                                                               |                                                                               |                              |                 |                 |
|                                |                                | | |                                                      |                                                      | | |                                       |                                       | | | Niccolò *1630 †1719 Cardinale       | Niccolò *1630 †1719 Cardinale       | Filippo *1637 †1700 poeta e musicista | Filippo *1637 †1700 poeta e musicista                      | Ottaviano I marchese di Novi *1664 †1735 Marianna Torriglioni | Ottaviano I marchese di Novi *1664 †1735 Marianna Torriglioni |                                                        |                                                        |                                                          |                                                          |                                                                |                                                                               |                                                                               |                              |                 |                 |
|                                |                                | | |                                                      |                                                      | | |                                       |                                       | | |                                     |                                     |                                       |                                                            |                                                               |                                                               |                                                        |                                                        |                                                          |                                                          |                                                                |                                                                               |                                                                               |                              |                 |                 |
|                                |                                | | |                                                      |                                                      | | |                                       |                                       | | |                                     |                                     |                                       |                                                            |                                                               |                                                               |                                                        |                                                        |                                                          |                                                          |                                                                |                                                                               |                                                                               |                              |                 |                 |
|                                |                                | | |                                                      |                                                      | | |                                       |                                       | | |                                     |                                     |                                       | Antonio Francesco II marchese di Novi *1696 †1760 Senatore | Antonio Francesco II marchese di Novi *1696 †1760 Senatore    | Filippo *1700 †1766 Cardinale                                 | Filippo *1700 †1766 Cardinale                          |                                                        |                                                          |                                                          |                                                                |                                                                               |                                                                               |                              |                 |                 |
|                                |                                | | |                                                      |                                                      | | |                                       |                                       | | |                                     |                                     |                                       |                                                            |                                                               |                                                               |                                                        |                                                        |                                                          |                                                          |                                                                |                                                                               |                                                                               |                              |                 |                 |
|                                |                                | | |                                                      |                                                      | | |                                       |                                       | | |                                     |                                     |                                       |                                                            |                                                               |                                                               |                                                        |                                                        |                                                          |                                                          |                                                                |                                                                               |                                                                               |                              |                 |                 |
|                                |                                | | |                                                      |                                                      | | |                                       |                                       | | |                                     |                                     |                                       | Linea maschile estinta                                     |                                                               |                                                               |                                                        |                                                        |                                                          |                                                          |                                                                |                                                                               |                                                                               |                              |                 |                 |